# Jack Kiley
John F. "Jack" Kiley (Newark, Nueva Jersey, 5 de enero de 1929-Baltimore, Maryland,
16 de febrero de 1982) fue un jugador de baloncesto estadounidense que disputó dos temporadas en la NBA. Con 1,85 metros de estatura, lo hacía en la posición de base.

## Trayectoria deportiva

### Universidad
Jugó durante tres temporadas con los Orangemen de la Universidad de Syracuse, donde promedió 15,0 puntos por partido. Fue el máximo anotador del equipo durante las tres temporadas, siendo el primero en superar los 400 puntos en dos años consecutivos. Dejó el equipo como segundo mejor anotador de la historia, únicamente superado por Billy Gabor.

### Profesional
Fue elegido en la decimocuarta posición del Draft de la NBA de 1951 por Fort Wayne Pistons, donde en su primera temporada fue uno de los últimos hombres del banquillo, promediando 2,5 puntos y 1,3 asistencias por partido.
Al año siguiente jugó únicamente seis partidos antes de ser despedido, retirándose definitivamente del baloncesto profesional.

## Estadísticas de su carrera en la NBA

### Temporada regular
| Temporada | Edad | Equipo             | Liga | P  | TIT | MIN  | TC  | TCA | %TC  | 3P | 3PA | %3P | TL  | TLA | %TL   | R.OF. | R.DEF. | REB | ASIS | ROB | TAP | PER | FP  | PTS |
| 1951-52   | 23   | Fort Wayne Pistons | NBA  | 47 |     | 10.1 | 0.9 | 4.1 | .228 |    |     |     | 0.6 | 1.1 | .556  |       |        | 1.0 | 1.3  |     |     |     | 1.1 | 2.5 |
| 1952-53   | 24   | Fort Wayne Pistons | NBA  | 6  |     | 4.5  | 0.3 | 1.7 | .200 |    |     |     | 0.3 | 0.3 | 1.000 |       |        | 0.3 | 0.5  |     |     |     | 1.2 | 1.0 |
| Total     |      |                    | NBA  | 53 |     | 9.5  | 0.9 | 3.8 | .227 |    |     |     | 0.6 | 1.1 | .571  |       |        | 1.0 | 1.2  |     |     |     | 1.2 | 2.3 |

### Playoffs
| Temporada | Edad | Equipo             | Liga | P | MIN | TCA | TC | 3PA | 3P | TLA | TL | R.OF. | REB | ASIS | ROB | TAP | PER | FP | PTS | %TC  | %3P | %FT | MIN | PTS | REB | AST |
| 1951-52   | 23   | Fort Wayne Pistons | NBA  | 1 | 2   | 1   | 3  |     |    | 0   | 0  |       | 0   | 1    |     |     |     | 0  | 2   | .333 |     |     | 2.0 | 2.0 | 0.0 | 1.0 |
| Total     |      |                    | NBA  | 1 | 2   | 1   | 3  |     |    | 0   | 0  |       | 0   | 1    |     |     |     | 0  | 2   | .333 |     |     | 2.0 | 2.0 | 0.0 | 1.0 |